# Canarium lamii
Canarium lamii är en tvåhjärtbladig växtart som beskrevs av Leenh.. Canarium lamii ingår i släktet Canarium och familjen Burseraceae. Inga underarter finns listade i Catalogue of Life.